# Metagonia faceta
Metagonia faceta là một loài nhện trong họ Pholcidae. Loài này được phát hiện ở México.